# Manzushri Jiid
El Monasterio de Manjusri (en mongol: Манзушри Хийд, romanizado: Mañjuśrī Khiid) fue un monasterio budista, fundado en 1733 y destruido en 1937 por los comunistas mongoles. Sus ruinas se hallan aproximadamente a unos 15 km al suroeste de la ciudad capital Ulán Bator. En la ladera sur de la Montaña del Santo Kan (lugar de nacimiento de Gengis Kan).

## Historia

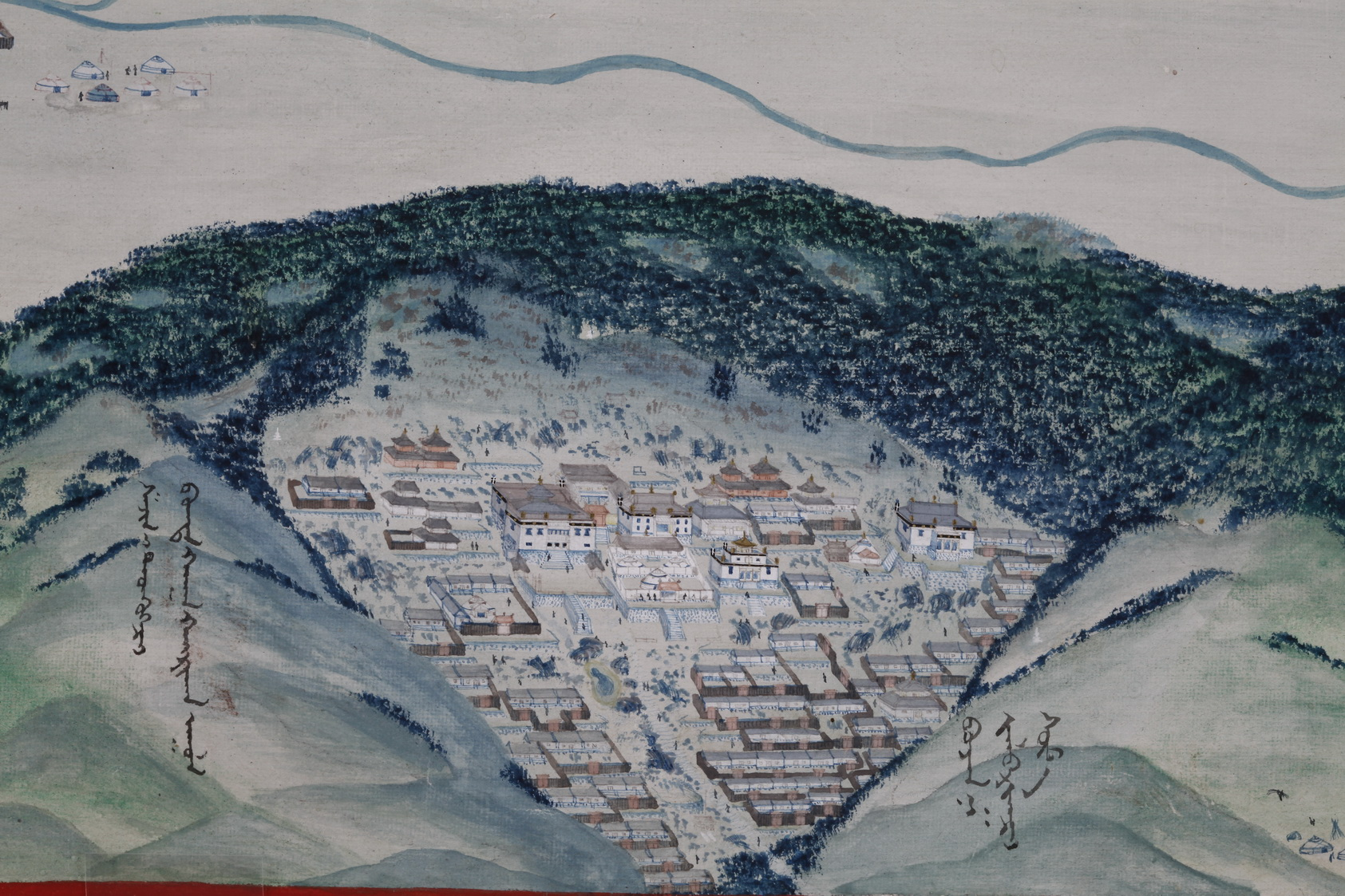
El monasterio Mañjuśrī en 1913

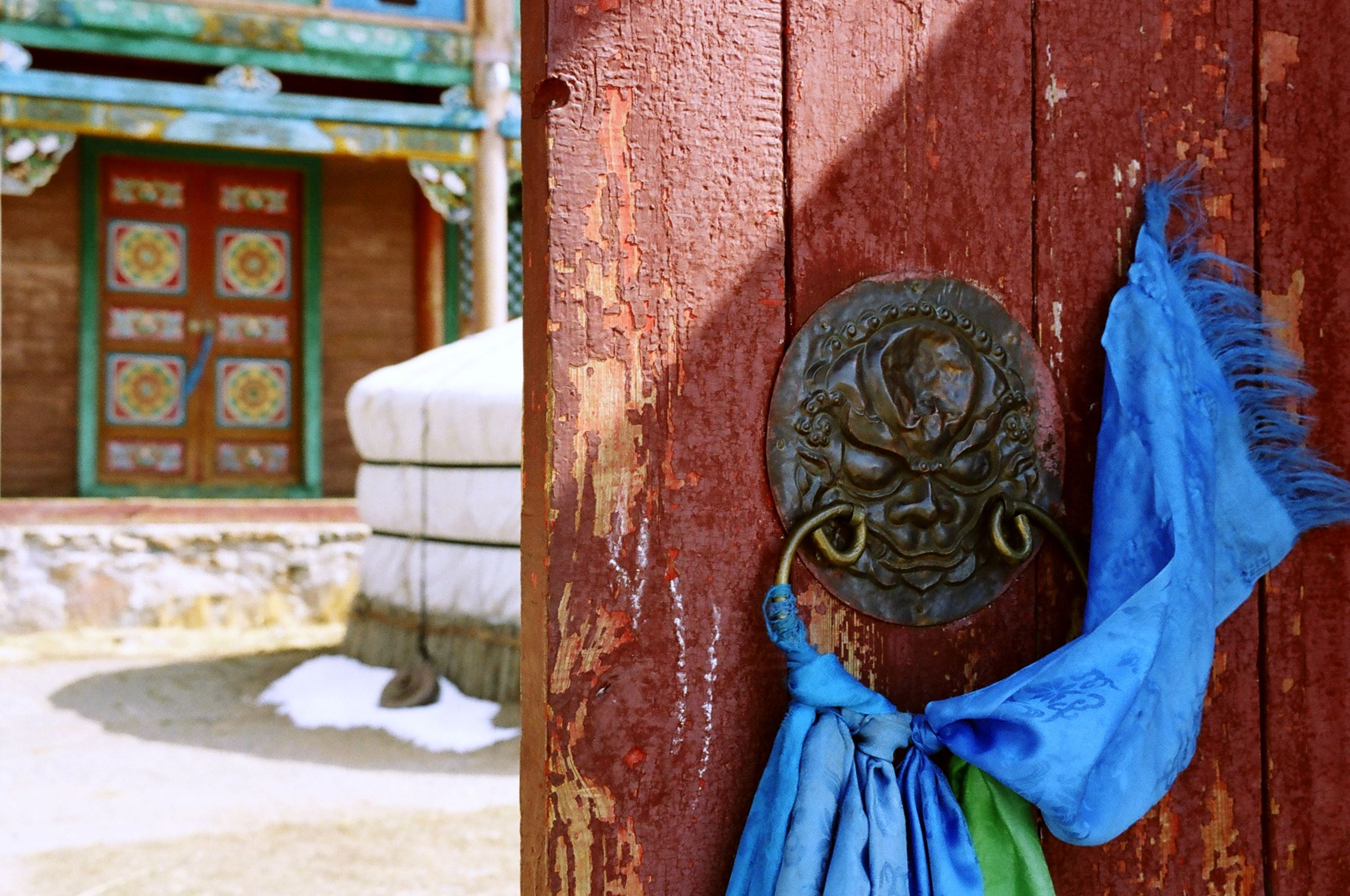
Puertas del monasterio

El monasterio está dedicado a Manjushri (en tibetano: འཇམ་དཔལ་དབྱངས།, wylie: 'jam dpal dbyangs, en mongol cirílico: Зөөлөн эгшигт Zöölön egshigt, mongol tradicional: ᠵᠦᠭᠡᠯᠡᠨ ᠡᠭᠰᠢᠭᠲᠦ), el bodhisattva de la sabiduría. Fue fundado en 1733 por el monje Luvsanjambaldanzan como residencia permanente de la Tulku o reencarnación del bodhisattva. En 1750 el líder espiritual mongol (bogd guegueen) Jebtsundamba Kutuktu lo tomó bajo su administración y protección personal. Con el paso del tiempo el monasterio iba creciendo, volviéndose en uno de los más grandes y más importantes centros monásticos del país, con 20 templos y más de 300 monjes. Las ceremonias religiosas a menudo involucraban a más de mil monjes. El monasterio era también sede de valiosas y raras escrituras budistas, incluyendo escrituras doradas sobre hojas de plata.
El 3 de febrero de 1921 el bogd guegueen solicitó refugio en el monasterio después de que los comunistas le hubieran liberado huyendo de las fuerzas leales al barón Roman Ungern von Sternberg. El bogd guegueen nombró al superior del monasterio, Manzushir Khutagt Sambadondogiin Tserendorj, primer ministro durante el gobierno títere de Ungern von Sternberg (de febrero a julio de 1921.
La suerte del monasterio cambió después de la revolución mongola de 1921. En los primeros años de la misma, Tserendorj colaboraba con el ya débil de la salud bogd guegueen, planeando acciones contrarrevolucionarias, incluyendo una llamada de ayuda al gobierno japonés. Después de la muerte del bogd guegueen Jebtsundamba Kutuktu en 1924, los residentes del monasterio empezaron a sufrir continuas persecuciones de parte del régimen socialista que intentaba eliminar cualquier influencia y presencia del budismo en el país. En 1929–1930 todas las propiedades de Tserendorj se encontraban confiscadas por el estado. En 1936 empiezan las represiones estalinistas en Mongolia y Tserendorj fue uno de los 24 lamas arrestados por Horloogiyn Choybalsan, quien fue en aquel entonces el ministro del interior, por «pertenecer a grupos contrarrevolucionarios». En febrero de 1937 los últimos 53 lamas que todavía permanecían en el monasterio (de unos 50 – 60 años) fueron arrestados y la mayoría de ellos fusilados más tarde. Todos los 20 templos del complejo fueron destruidos. Las valiosas escrituras budistas fueron trasladados a la Biblioteca nacional de Mongolia. Después de largos años de juicio, en octubre de 1937 Tserendorj fue aclamado culpable y ejecutado públicamente en frente del teatro nacional (actualmente la plaza Sükhbaatar).
En los años 1990, poco después de la revolución democrática, empezaron las reconstrucciones de unos edificios del complejo. En 1992 los monjes ejecutados fueron rehabilitados oficialmente. Desde 1998 las ruinas del monasterio se encuentran bajo la protección del estado. Hasta el día de hoy solo el edificio principal ha logrado ser reconstruido y es ahora un museo.

## Edificios

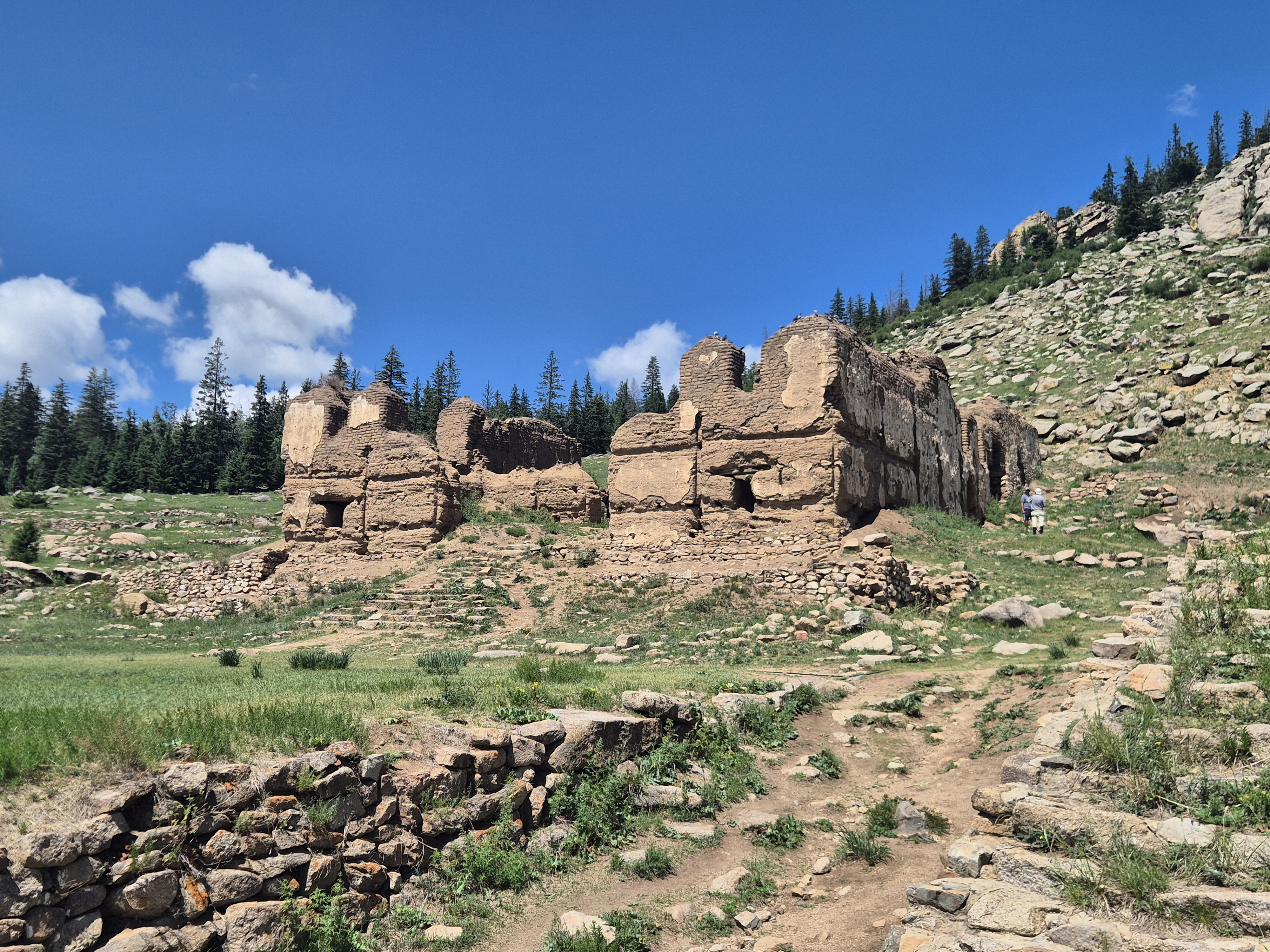
Ruinas del templo Togchin

Cerca del edificio del museo se encuentran las ruinas del templo Togchin, construido en 1749 en estilo tibetano. En resumen, el complejo posee ruinas de 17 diferentes templos esparcidas por toda el área del complejo. En el acantilado sobre el monasterio se puede encontrar cuevas con relieves y pinturas del siglo XVIII e inscripciones con fragmentos de textos budistas escritas en idioma tibetano, los cuales escaparon de la destrucción de 1937.
No muy lejos del sitio, se puede hallar una caldera de 2 toneladas de peso de 1726 con inscripciones tibetanas. Fue utilizada para suministrar alimentos a peregrinos, permitía cocer hasta 10 ovejas y 2 vacas a la vez.

## Estado actual
La mayoría de la zona circundante al monasterio forma parte del Área de Protección Estricta Bogd Jan Uul, la cual cuenta con una abundante fauna, arroyos y cedros. En 1783 el gobierno local mongol de la dinastía Qing declaró al monasterio una zona protegida, haciéndolo uno de los sitios más antiguos por la ley.
Hoy en día, el lugar es una atracción turística, cuenta con un hostal dentro del complejo. El monasterio fue devuelto a las autoridades budistas y los objetos que se encuentran en él (el templo restaurado, restos de las paredes y edificios religiosos, imágenes de los budas y varias inscripciones sagradas en las rocas) siguen siendo objetos de veneración y culto.
En verano de 2009 los boy scouts mongoles y británicos empezaron trabajos de restauración de las pinturas en el templo. Así como la recolección de donativos que permitan seguir con los trabajos y reconstrucciones.

Monasterio de Manjusri
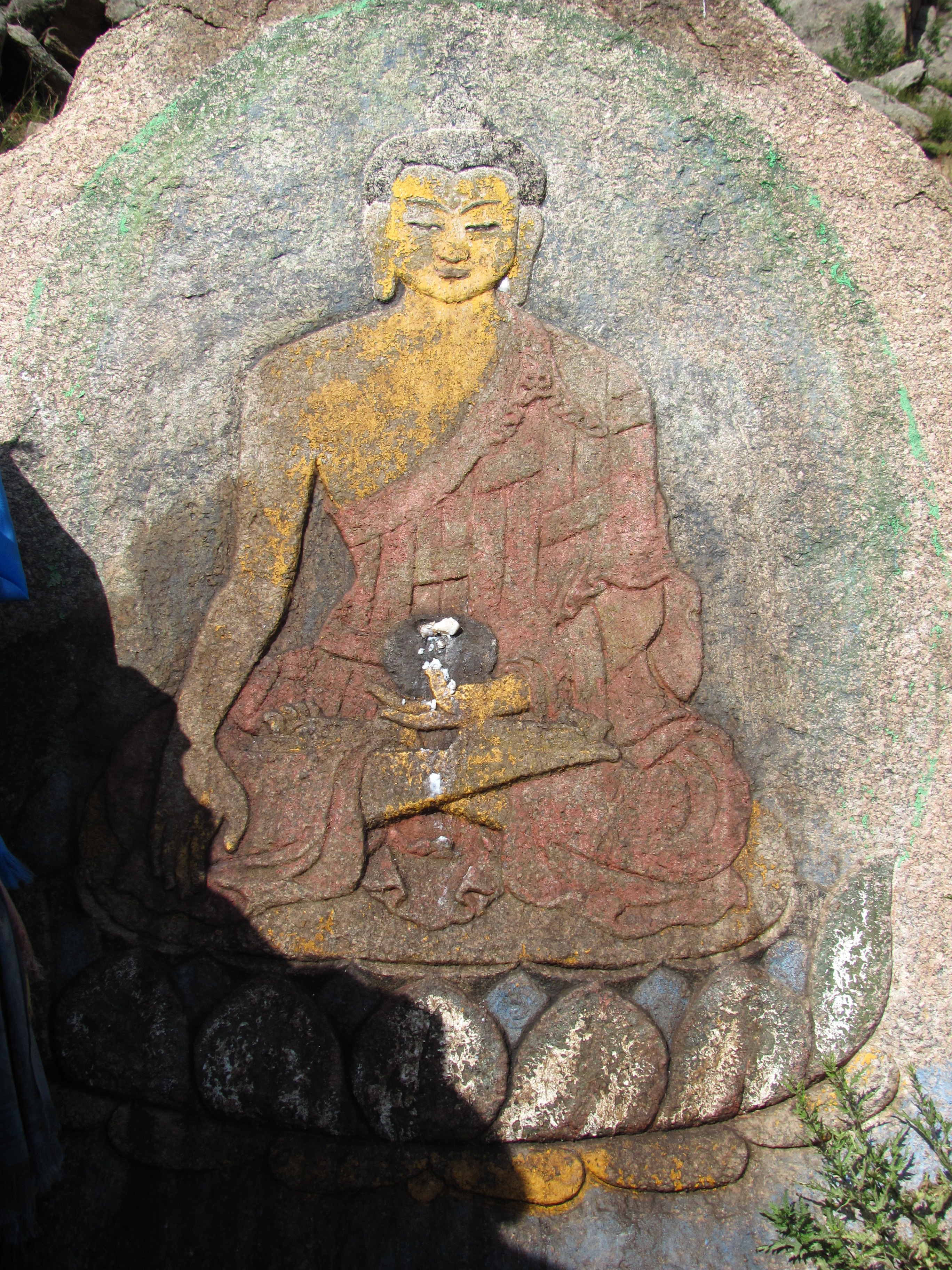
Imagen del Buda
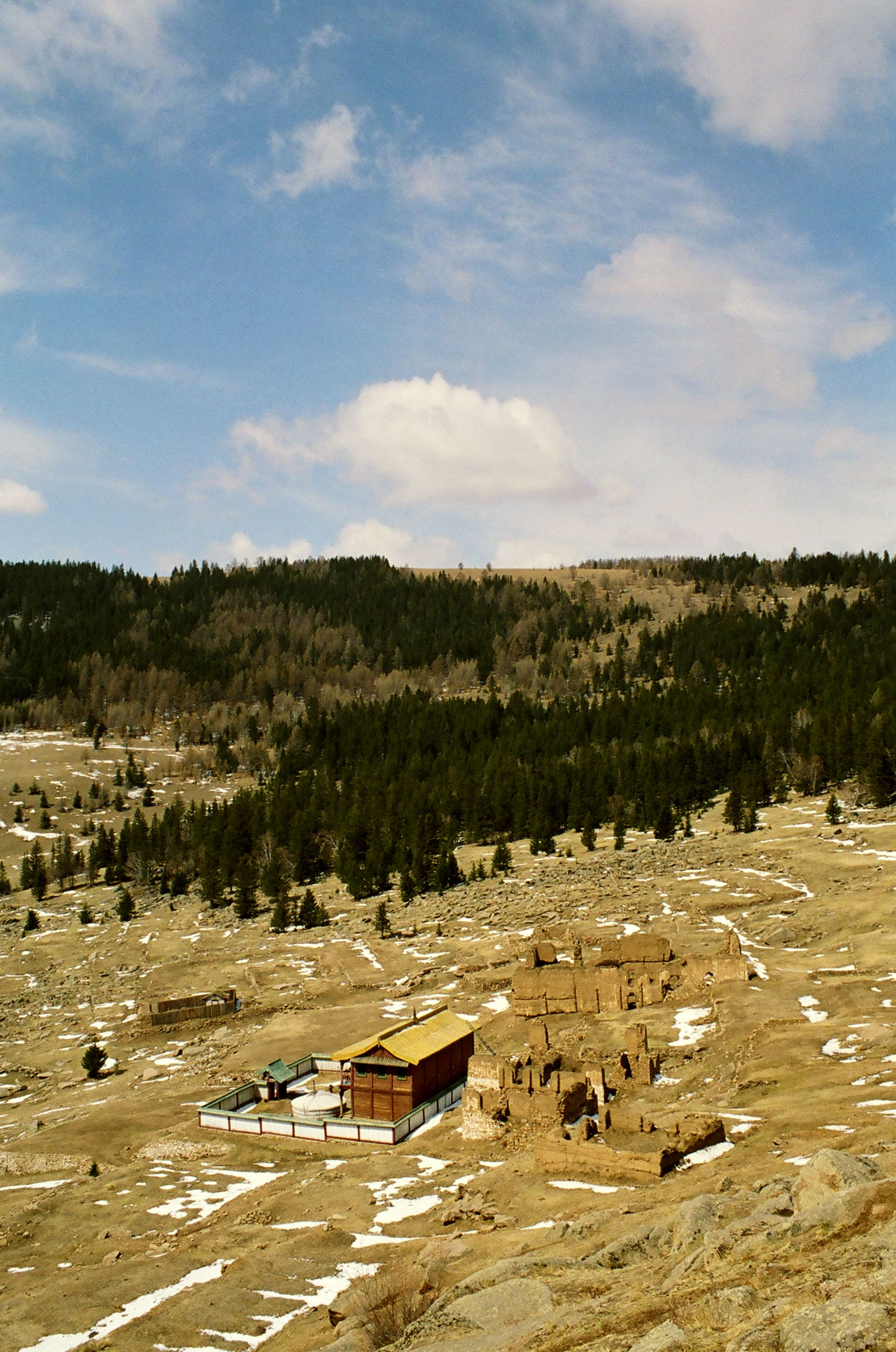
Panorama del área del complejo
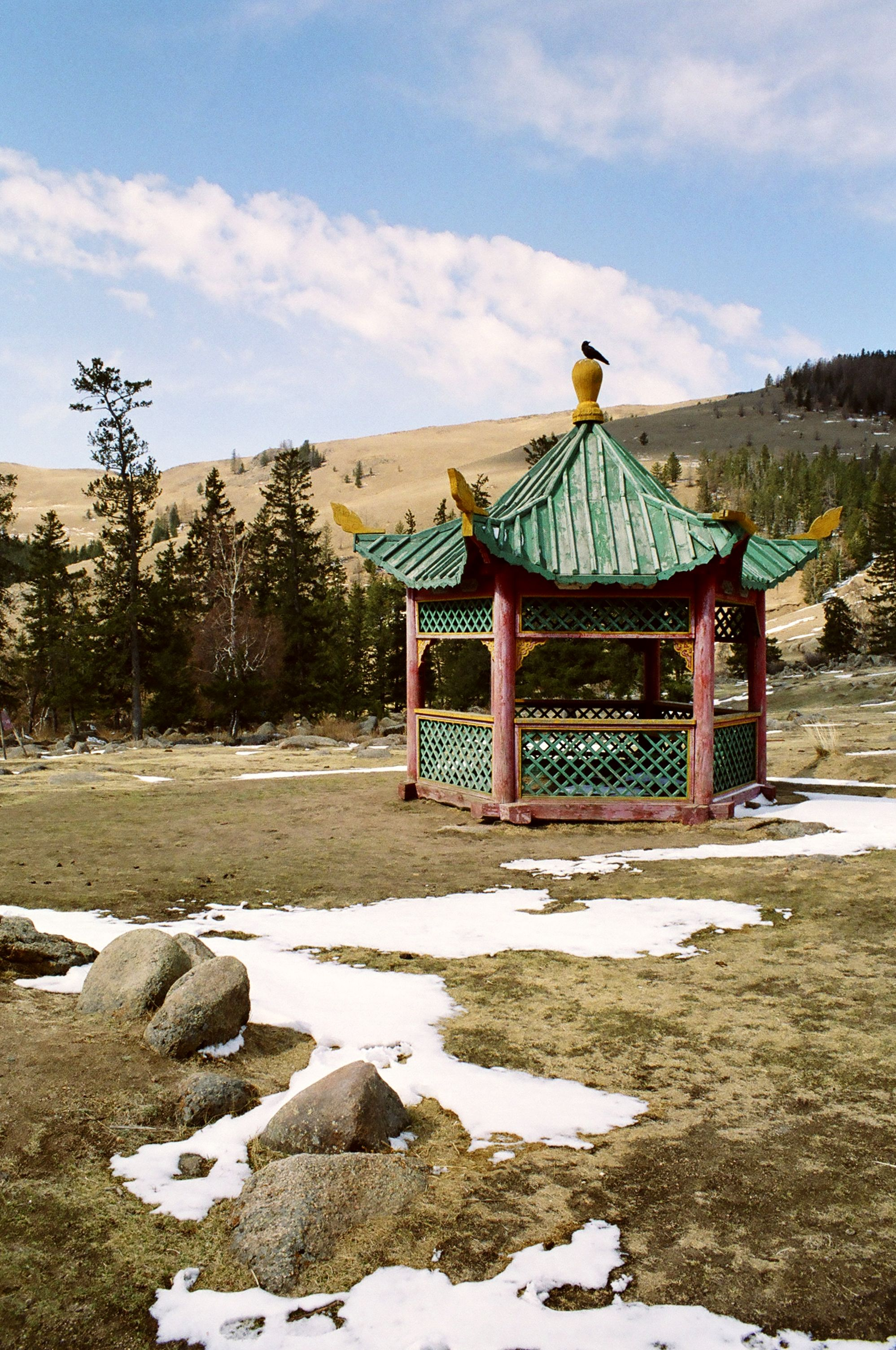
Pagoda
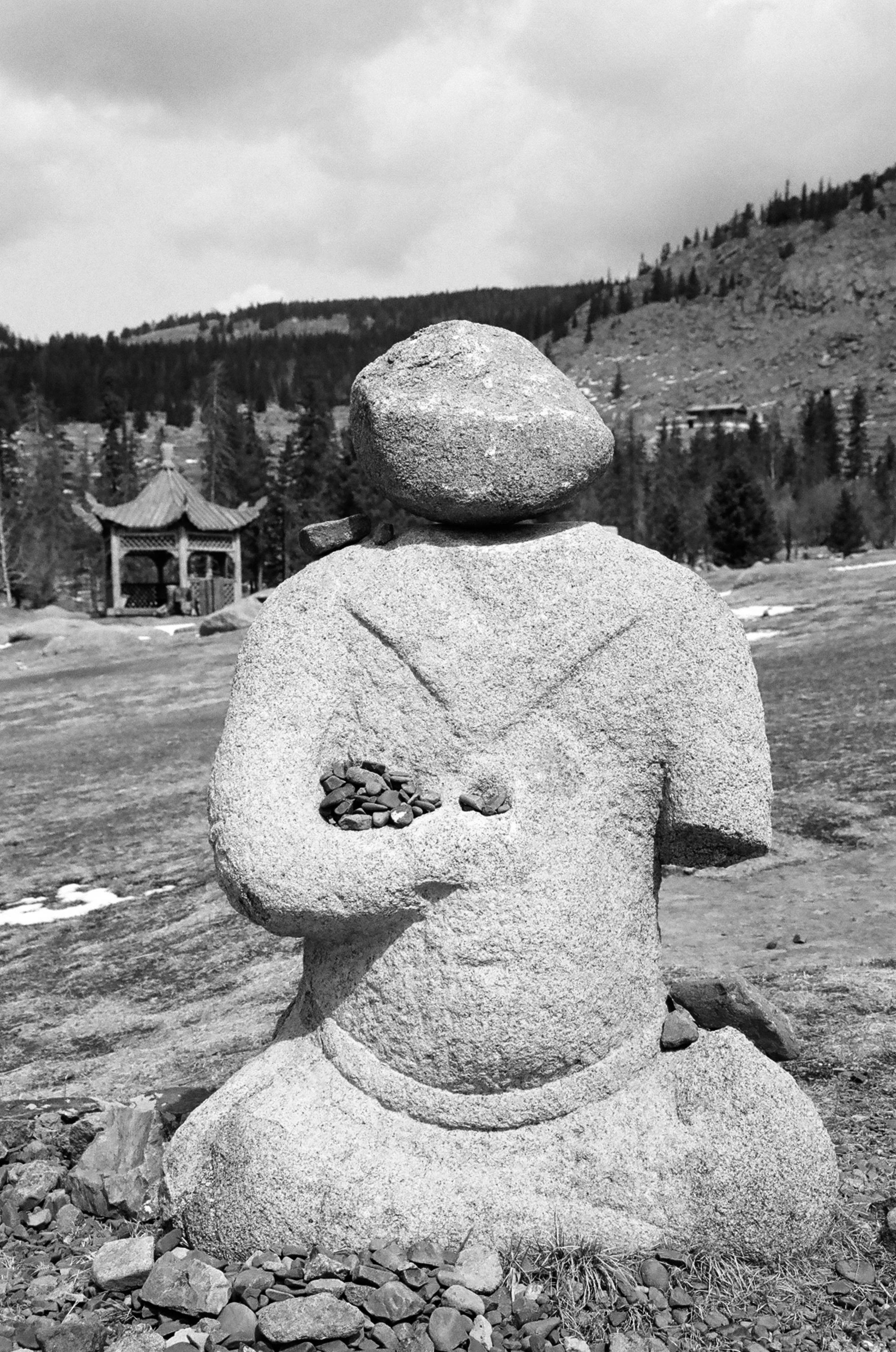
Estatua del Buda
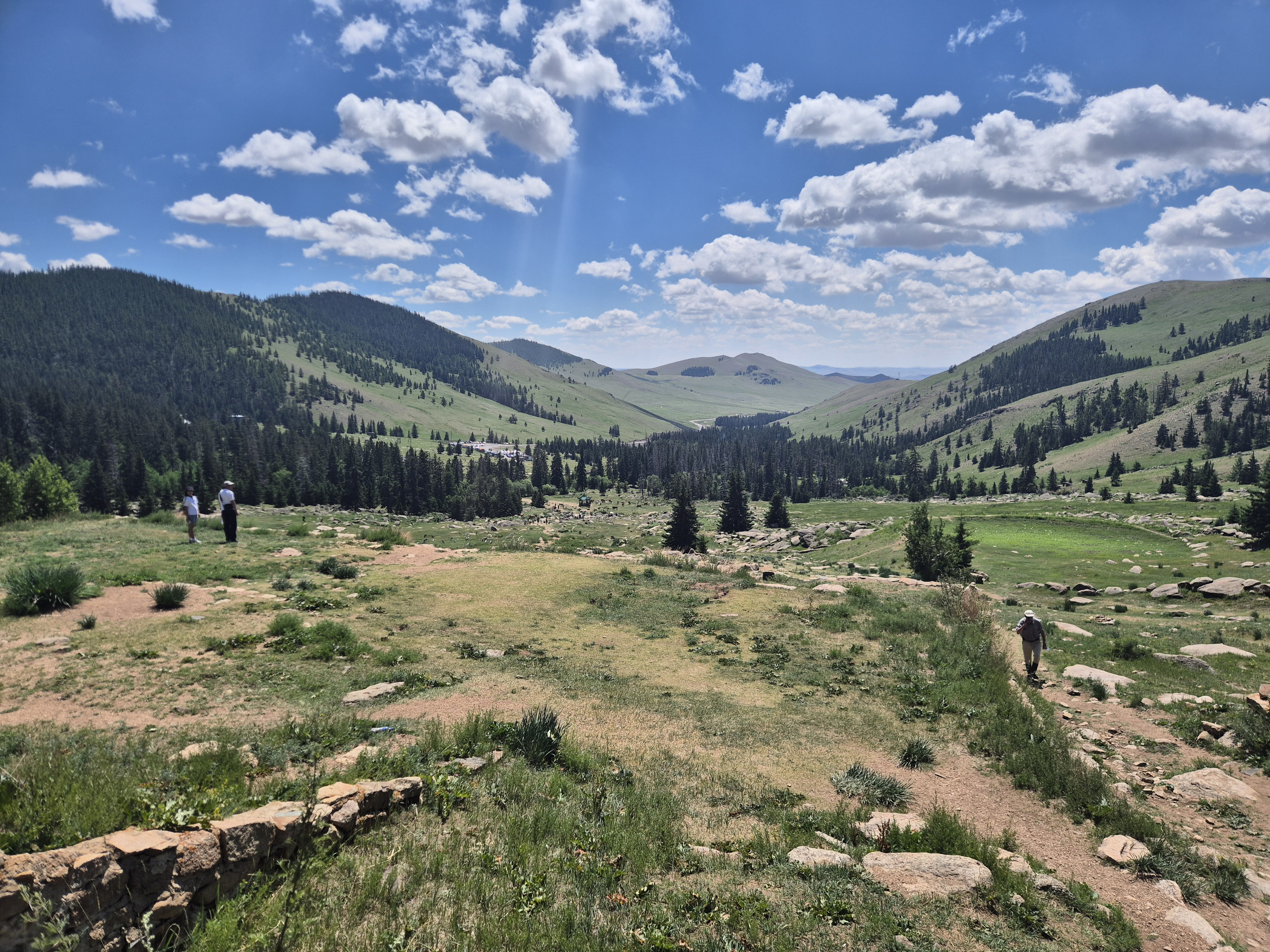
Vista a la Bogd Jan Uul desde el monasterio
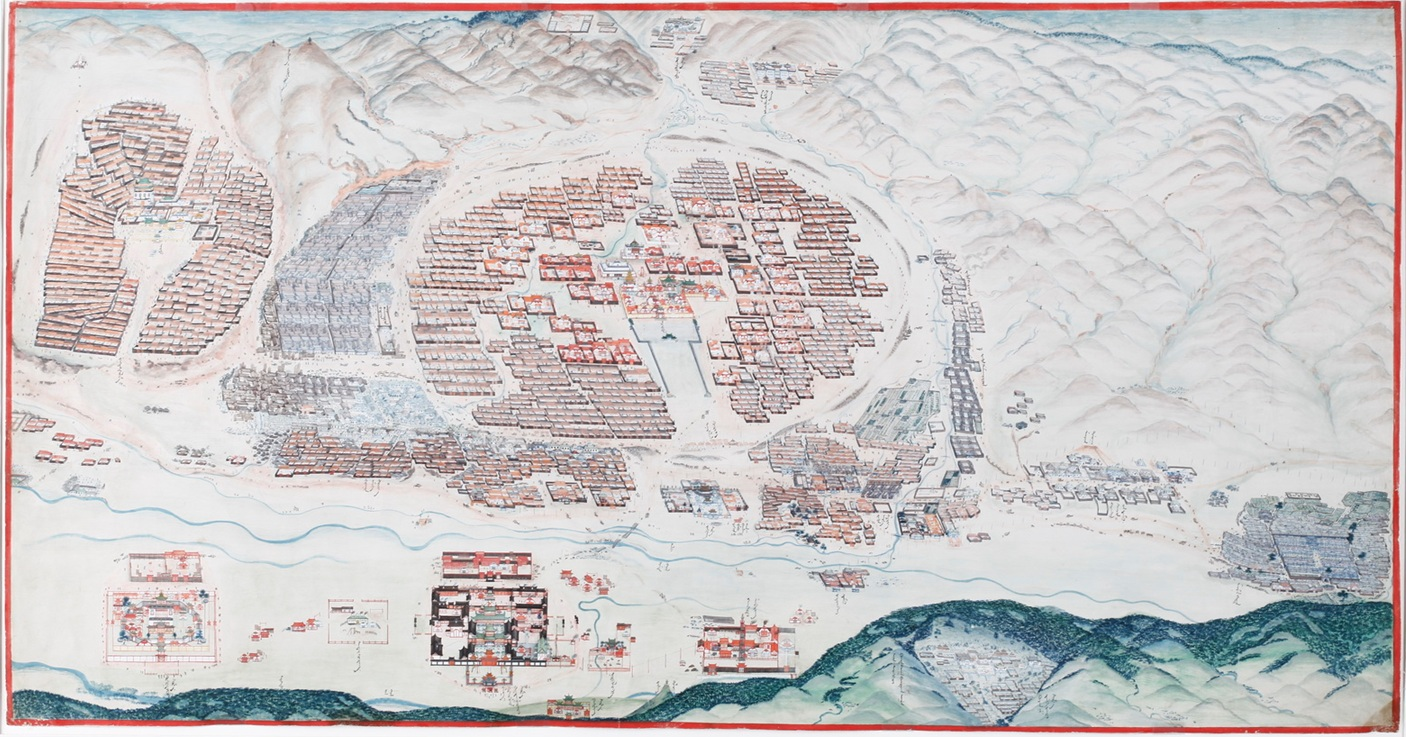
Pintura del monasterio por Jugder en 1913